# MC Jean Gab'1
Charles M'Bous (Parijs, 28 januari 1967), beter bekend onder zijn artiestennaam MC Jean Gab'1 (uitspraak: [ɛm si ʒɑ̃ gabɛ̃]), is een Frans rapper en filmacteur van Kameroense origine. De onbevreesde muziekstijl van MC Jean Gab'1 kenmerkt zich door gebruik van argot, directe teksten en een kritische visie op de maatschappij. In 2012 werd hij Frans kampioen in de discipline street workout.

## Biografie

### Jongere jaren
Charles M'Bous werd geboren op 28 januari 1967 in Parijs en groeide op in het 15e arrondissement met 11 broers en zussen. In zijn jongere jaren was hij groot fan van de acteur Jean Gabin, naar wie hij later zijn pseudoniem vernoemd. In mei 1977 verandert zijn leven wanneer zijn vader — na een echtscheiding — zijn moeder en diens partner ombrengt. Vanaf dat moment werd zijn vader ontheven uit het ouderlijk gezag en de Franse Staat als voogd aangesteld. De kleine Jean Gab'1 werd gescheiden van zijn broers en zussen en als minderjarige wees geplaatst in een weeshuis te Savoie, waardoor hij behoorde tot de zogeheten « Kinderen van de DDASS ». Tijdens zijn adolescentie is hij getuige van geweld en seksueel misbruik binnen deze verzorgingsinstellingen. Hij leerde daarbuiten te overleven door te hosselen en zwierf rond door Frankrijk. Als gevolg van dit gedrag werd hij geplaatst in een tuchthuis.
In 1984 keerde hij terug bij zijn vader in Parijs. Deze situatie bleek onhoudbaar, waardoor Jean Gab'1 veelal op straat rondzwierf en in aanraking kwam met Hiphop, een nieuwe subcultuur die vanuit de Verenigde Staten haar intrede in Frankrijk maakte. Hij vond zijn plezier voornamelijk in breakdance, waaronder hij met onder meer met Vincent Cassel als een van de pionieren een specialist was van de elementen uprock en hype. De filmregisseur Alejandro Jodorowsky gaf hem destijds onderdak. Bekend als Petit Charles werd hij een vooraanstaand lid van de Requins Vicieux, een bende uit de wijk Riquet, in het 19e arrondissement van Parijs.
Op 18-jarige leeftijd kreeg Charles in 1985 een celstraf van 15 maanden voor diefstal. In de tussentijd verhard hij aan de zijde van zijn celgenoot José, een veroordeelde overvaller die Jean Gab'1 adviezen gaf voor het plegen van overvallen. Eenmaal weer op vrije voeten, brengt hij met zijn straatbende zijn opgedane kennis in de praktijk. Hij weet zichzelf goed te onderhouden en is veelal in het nachtleven te vinden, waaronder in het hiphopcircuit.
In 1989 besloot Kleine Charles om te vertrekken naar Berlijn, waar hij een nieuw team van overvallers weet te vormen. In Duitsland overvalt hij voornamelijk banken, winkels en juweliers en verkoopt hij wapens. Door zijn open houding en sociale contacten in Berlijn leert Charles vloeiend Duits, Amerikaans-Engels en Turks te spreken. Na een vijfjarig gevangenisstraf te hebben uitgezeten, volgt in 1994 zijn vrijlating waarbij het hem tot 2020 verboden is om Duits grondgebied te betreden. Met veel geld keert hij weer terug naar Parijs.

### Carrière als rapper

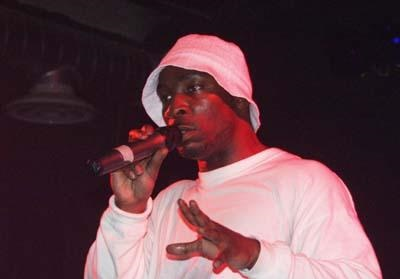
MC Jean Gab'1 in 2004.

In de late jaren negentig ontmoet hij de rapper Doc Gyneco, die hem aanmoedigt om ook te gaan rappen. Aanvankelijk interesseert hem dit niet, maar als hij constateert dat er in het rapcircuit steeds meer geld omgaat, stemt hij toch in. M'Bous besluit te rappen onder de pseudoniem MC Jean Gab'1, een verwijzing naar de acteur Jean Gabin die in de film « Mélodie en sous-sol » de rol van de overvaller Monsieur Charles speelde. In 1998 is MC Jean Gab'1 voor het eerst te horen op het album Liaisons dangereuses van Doc Gyneco met bijdragen aan de tracks « Janis » en « Paranoïa ». MC Jean Gab'1, de nonchalante dertiger en vertegenwoordiger van de goede oude tijd die niets meer te bewijzen had en bewapend was met een flinke dosis humor, bleek een heuse revelatie. De critici waren enthousiast en het album behaalde een vijfde plaats in de Franse albumcharts.
In 2003 bracht hij de single « J't'emmerde » uit. Op deze controversiële single introduceerde hij zichzelf als doodgraver en trok hij met sterke punchlines en de nodige humor de geloofwaardigheid van 32 artiesten om verschillende redenen publiekelijk in twijfel, waaronder Booba, Rohff, Cut Killer en de groepen Saian Supa Crew, Fonky Family en NTM. Daar waar diverse artiesten in deze executie afzien, kunnen de luisteraars uit het rapcircuit erom lachen. MC Jean Gab'1 kreeg repliek van artiesten die het eerder van hem moesten ontgelden, maar dezen behaalden niet hetzelfde succes. Mede door de doeltreffendheid van zijn teksten en de polemiek die de disstrack in het rapcircuit teweeg bracht, kende het bijbehorende album « Ma vie » met 75.000 verkochte exemplaren een behoorlijk succes. Op dit album vertelde MC Jean Gab'1 eveneens over zijn periode in de gevangenis (« Donjon »), het leven in een wees- en tuchthuis (« Enfants de la DDASS »), het nachtleven van Parijs (« Mes deux amours »), en over het overlijden van zijn moeder en bekenden (« À nos chers disparus »). Het debuutalbum van de 36-jarige MC Jean Gab'1 werd onderscheiden met de gouden plaat en de muziekjournalist Olivier Cachin nam het album zelfs op in zijn lijst van 100 essentiële rapalbums aller tijden.
MC Jean Gab'1 had in 2004 een aanvaring met Ol' Dirty Bastard. De Amerikaanse rapper was in Parijs voor een optreden en een muzikaal projet met Afrojazz, maar misdroeg zich meerdere malen. Een bonje met MC Jean Gab'1 leverde O.D.B. in 2004 een gebroken kaak op. Voor het Franco-Amerikaanse verzamelalbum The Basement maakte MC Jean Gab'1 samen met de Amerikaanse rapper Royce da 5'9" de track « Internationaly known ». Het aandeel van Jean Gab'1 op deze samenwerking is opvallend, omdat hij in zijn tekst juist uithaalt naar Royce, omdat die pas vier uur na de afgesproken tijd in de studio verscheen. Hij verklaarde — in tegenstelling tot velen in de Franse muziekindustrie — niet onder de indruk te zijn van Amerikaanse rappers, die volgens hem vaak maar idioten zouden zijn.
Drie jaren na zijn klassieker « J't'emmerde » verschijnt eind 2005 de DVD Dossier MC Jean Gab'1 van het blad Reality Mag, waarin 52 minuten besteed werd aan de impact van het nummer en de artiesten aan wie het gericht was. In de interviews bleken de frustraties nog intakt, alsof het nummer nog recentelijk uitgebracht was. Als gevolg van irritaties veroorzaakt door deze single raakte Jean Gab'1 in 2007 verzeild in een vechtpartij met zeven man, waaronder Rohff en Kery James. Vlak na de vechtpartij liet de rapper via YouTube weten niet onder de indruk te zijn van hun gewelddadige actie en dat hem — ondanks dat hij zich in de minderheid bevond — lichamelijk niets mankeerde. Volgend op deze aanvaring en de disstrack « Tu te reconnais? » van TLF, Rohff en Sefyu, sloeg MC Jean Gab'1 in 2012 terug met de mixtape « Ill Game » en maakte hij een videoclip van « J'ai un macabé dans ma cave » waarin hij liet zien dat hij fysiek sterker was dan deze artiesten, hen met uitvergrote imitaties belachelijk maakte en ,,een aanval doet op hun portemonnee".
In 2016 bracht Jean Gab'1 zijn vierde mixtape « Illuminés » uit, waarop hij met opzet abusievelijk gebruik maakt van de autotune techniek. Met toepassing van dit stemeffect in combinatie met inspiratieloze en materialistische teksten maakte hij de doorsnee-tracks uit de Mumble rap en Trap belachelijk. De single « Renoi » werd gebruikt voor de promotie van de mixtape en kreeg ook de nodige airplay. Voor een groep naïeve luisteraars werd dit werk opgevat als een serieuze comeback van MC Jean Gab'1 met gebruik van moderne technieken en dus ook zodoende geluisterd. Voor dusver was dit zijn laatste werk als rapper.
Wegens zijn integriteit en scherpe tong wordt de charismatische MC Jean Gab'1 veelal gevraagd om commentaar over actualiteiten in de Franse hiphop in televisieprogramma's of tijdschriften. Dit heeft al meerdere malen voor controverses gezorgd. Over de breed in de media uitgemeten conflicten in het rapcircuit tussen Rohff, Booba en La Fouine verklaarde hij tegenover FHM: ,,De wereld is groot, maar die van hun is minuscuul. Ze zitten gevangen in hun levenstijl met de dwang te moeten verkopen". In een track vergeleek hij al eens een doorzichtig commercieel rapconflict met een standje 69. Nadat de rapper Kaaris zich terugtrok uit een gepland MMA-gevecht tegen Booba (die als gevolg van een vete in een boksring zou worden uitgevochten in een uitverkochte zaal), bood MC Jean Gab'1 zich aan om hem te vervangen en daarmee de opbrengsten van dit gevecht voor Booba te redden. Booba gaf hier echter geen gehoor aan.

### Carrière als acteur
In 1995 is M'Bous vluchtig te zien in de veelgeprezen film La Haine en in 1996 speelt hij een timmerwerker in de film Chacun cherche son chat, maar deze verschijningen in beide films zijn weinig noemenswaardig.
In 2009 speelde hij de hoofdrol in de film Black.

## Muziekstijl
De muziek van MC Jean Gab'1 kenmerkt zich taalkundig door gebruik van argot (een soort Bargoens uit Parijs) en verlan, een spraakkunst waarbij de lettergrepen van plaats worden verwisseld. Dit taalgebruik geeft de identiteit weer van de rapper. Hierdoor zijn de teksten van MC Jean Gab'1 voor Nederlandstaligen niet eenvoudig om te begrijpen, maar geven deze taalbijzonderheden voor de selecte geoefende luisteraars in Frankrijk zijn werk meer overtuiging en kredietwaardigheid.
MC Jean Gab'1 verklaarde meerdere malen zichzelf primair niet als rapper te zien, maar slechts een liefhebber te zijn van hiphop. Hierdoor is zijn productiviteit in het muzieklandschap niet bepaald hoog en heeft hij geen behoefte aan het onderhouden van een netwerk voor een positieverbetering. Zijn interviews en rapteksten nemen een rationele en emotionele afstand van het Franse rapcircuit, waardoor hij bekend staat als een integer persoon met een scherpe tong. Omdat Jean Gab'1 doorgaans goed ingevoerd is in het circuit en hij zijn (commerciële) collega's uit de amusementswereld veelal uit hun comfortzone haalt, heeft hij de reputatie van Enfant terrible in de Franse hiphop.

## Discografie
| Album met hitnotering(en) in de Vlaamse Ultratop 200 albums | Datum van verschijnen | Datum van binnenkomst | Hoogste positie | Aantal weken | Opmerkingen  |
| ----------------------------------------------------------- | --------------------- | --------------------- | --------------- | ------------ | ------------ |
| Ma vie                                                      | 2003                  | 03-06-2003            | -               | -            | Gouden plaat |
| Seul... Je t'emmerde                                        | 2010                  | 06-09-2010            | -               | -            |              |

## Filmografie
- Bibliothèque nationale de France: cb142015042 (data)
- Gemeinsame Normdatei: 1076841783
- International Standard Name Identifier: 0000 0000 0094 570X
- Library of Congress Control Number: no2017000706
- MusicBrainz: e68fab6e-f087-4601-9222-91992b508bc7
- Système universitaire de documentation: 078531918
- Virtual International Authority File: 42051266
- WorldCat: E39PBJqKdV3Ry7RYdG9pq8gHYP